# Vapors (film)
Vapors (1963) è un mediometraggio diretto da Andy Milligan.

## Trama
Un giovane omosessuale si reca per la prima volta in una sauna gay. Lì incontrerà un bisessuale sposato che cercherà di sedurlo.

## Distribuzione
Il film fu proiettato per un certo periodo in alcune sale di New York specializzate in film underground per poi sparire dalla circolazione per quasi 30 anni. Solo nel 2000 questo film viene distribuito per la prima volta in DVD insieme a The Body Beneath, un horror del 1970 sempre firmato da Milligan.

## Produzione
I costumi del film sono stati realizzati dallo stesso Milligan, che li ha firmati con lo pseudonimo di Raffiné.

## Curiosità
Hope Stansbury, sceneggiatrice del film, negli anni sessanta aveva frequentato la Factory di Andy Warhol ed era stata compagna di stanza e amica intima di Candy Darling.